# Alice's Auto Race
Alice's Auto Race é um curta-metragem de animação estadunidense de 1927, lançado como parte da série Alice Comedies.